# Walter Hohnhausen
Walter Hohnhausen (* 3. Oktober 1945; † 24. Mai 2023) war ein deutscher Fußballspieler.

## Karriere
Vor Beginn seiner Profilaufbahn spielte Walter Hohnhausen als Amateur beim 1. FC Rentweinsdorf. Von 1967 bis 1969 spielte er dann in der damals zweitklassigen Fußball-Regionalliga Süd beim 1. FC Schweinfurt 05. Unter Trainer Jenő Vincze reichte es an der Seite der Mitspieler Kurt Dachlauer, Dieter Höller und Manfred Linz 1968 zum fünften und 1969 zum sechsten Rang. Nach zwei Spielzeiten in Schweinfurt schloss sich der Angreifer zur Runde 1969/70 dem Ligarivalen FC 08 Villingen an. Unter Trainer Rudolf Faßnacht belegte Villingen den neunten Rang und der 14-fache Torschütze hatte an der Seite der Mitspieler Klaus Bockisch und Gerd Klier den Bundesligisten Rot-Weiss Essen auf sich aufmerksam gemacht und wechselte im Sommer 1970 an die Hafenstraße. Hinter dem 19-fachen Torschützen Willi Lippens erzielte Hohnhausen in der Saison 1970/71 mit neun Treffern die meisten Tore der Elf aus Bergeborbeck. Trotz eines guten Saisonstarts unter Trainer Herbert Burdenski konnten die Essener den Abstieg zum Ende der Saison nicht verhindern. Hohnhausen wechselte zu Borussia Dortmund und spielte somit weiterhin im Oberhaus des deutschen Fußballs. Dort debütierte er unter Trainer Horst Witzler am vierten Spieltag, den 31. August 1971, beim 3:1-Heimsieg gegen Eintracht Frankfurt. Ex-Nationalspieler Jürgen Schütz erzielte in diesem Spiel alle drei Treffer des BVB. Zum Ende der Saison 1971/72 standen die Dortmunder auf einem Abstiegsplatz und mussten den Gang in die Fußball-Regionalliga West antreten. Somit hat Hohnhausen in zwei aufeinander folgenden Spielzeiten mit seiner Mannschaft einen Abstiegsplatz in der Bundesliga belegt. Mit dem Abstieg der Borussia verließ er den Verein. Zur neuen Saison spielte er für den 1. FC 01 Bamberg in der viertklassigen Landesliga Nord in Bayern und ging danach noch ein Jahr zur SpVgg Jahn Forchheim.